# Voga veneta

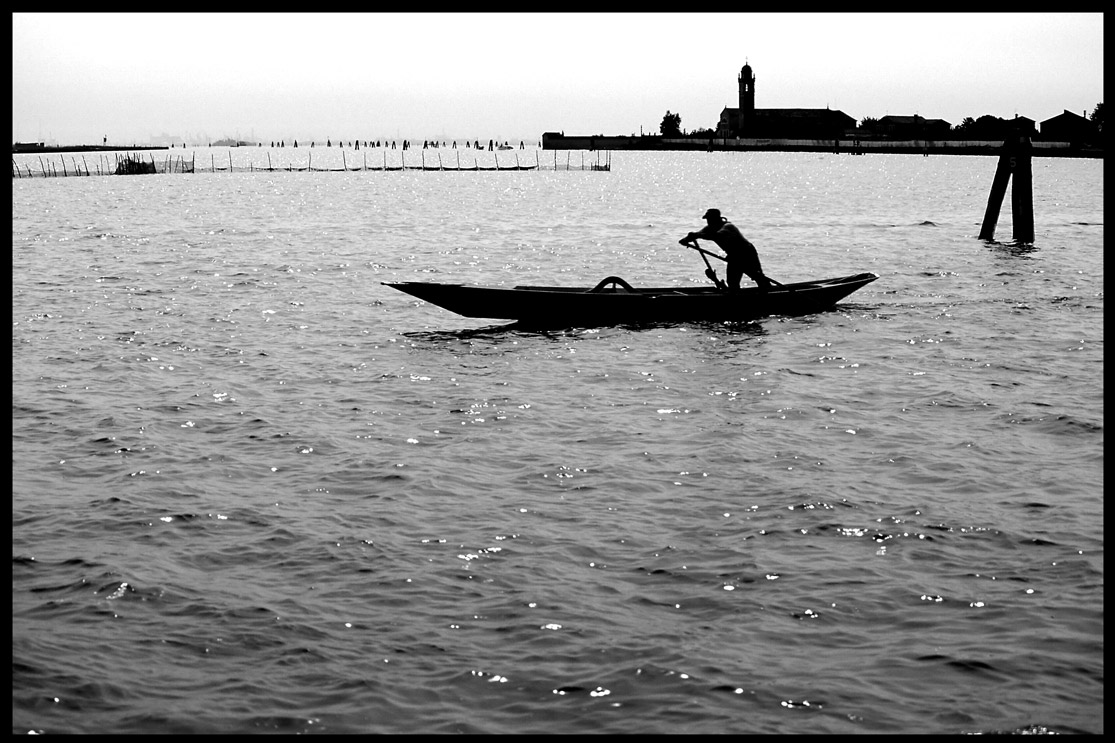
voga "a la valesana"

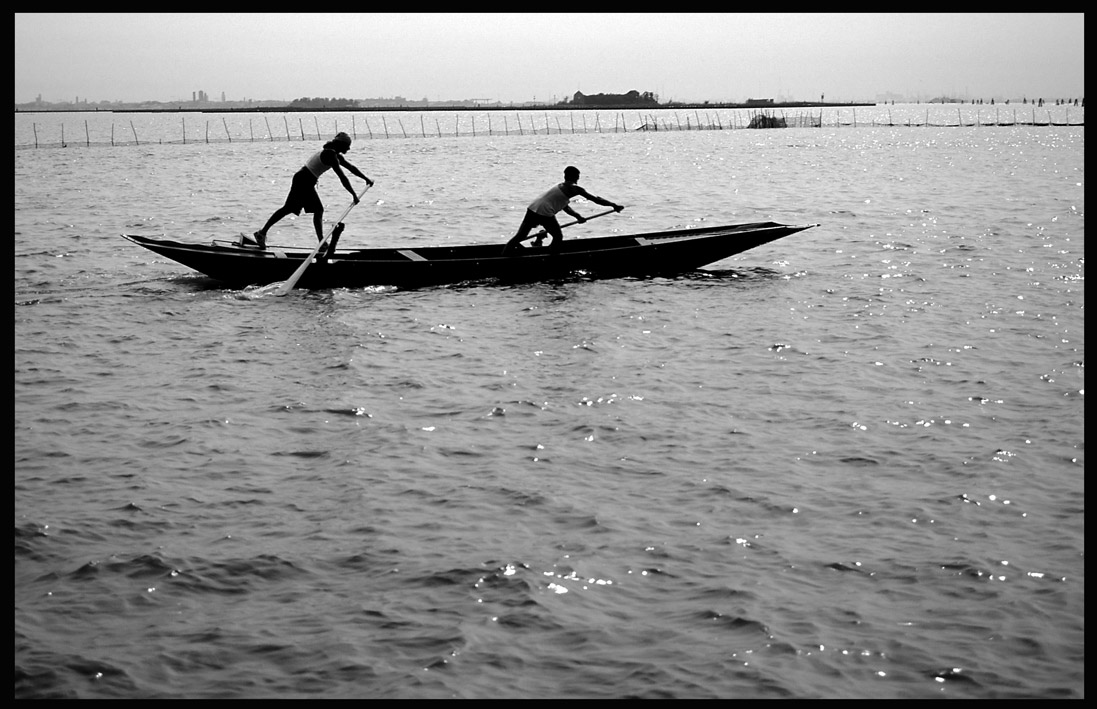
Voga veneta a un remo, con poppier e provier

La voga veneta è una tecnica particolare di voga in piedi sviluppatasi nell'area della laguna di Venezia e in zone limitrofe, nella quale un solo rematore munito di uno o due remi può essere sufficiente per far avanzare l'imbarcazione.
Gli elementi che la caratterizzano sono vogata in piedi verso la prua, l'utilizzo di uno o due remi maneggiati dallo stesso conduttore, l'esigenza di muovere con libertà un remo perfettamente liscio, senza manicotti di fissaggio, su uno scalmo aperto (forcola) per facilitare le manovre e la conduzione data l'assenza di timone.
Ogni imbarcazione tradizionale ha un determinato numero di posti voga e quindi di alloggiamenti per le forcole (nogari o vògari). I posti chiave sono il pope e il provier. Il primo voga a poppa con forcola sulla dritta, determina la rotta dell'imbarcazione e comanda l'equipaggio. Il secondo sta a prua, con la forcola sulla sinistra, imprime forza e determina la cadenza alla vogata che tutti i vogatori devono rispettare. 
Fra pope e provier, con funzione di spinta vanno identificate la posizione di lai, con la forcola a dritta dietro al provier, e di sentina con forcola a sinistra davanti al pope.

## Storia
La voga veneta è indissolubilmente legata alla storia veneta.
La tradizione fa risalire al V secolo i primi insediamenti urbani in laguna, a seguito delle invasioni degli Unni e la successiva distruzione dei centri romani di Altino, Aquileia e Padova.
La migrazione probabilmente avvenne durante il secolo successivo con la discesa dei Longobardi che a differenza degli Unni contribuirono profondamente al mutamento di situazioni politiche e sociali attuate con un controllo territoriale e via via con una vera organizzazione statale.
Una nota lettera di Cassiodoro ai tribuni marittimi della Venezia, scritta nel 537-538 ed un passo della compilazione del 940-950 del De administrando imperio di Costantino VII Porfirogenito, sostengono come in epoche precedenti le isole lagunari fossero praticamente disabitate, ma comunque frequentate da pescatori stanziali e mercanti di sale. Ed un passo di Gaio Sollio Sidonio Apollinare mostra come già dal V secolo si svolgesse un attivissimo commercio nelle lagune e nei fiumi limitrofi probabilmente risaliti con battelli di medie dimensioni chiamati cursorie.
La vecchia circoscrizione augustea nota come Venetia et Histria dipendente dall'Esarcato di Ravenna a poco a poco si riduce ai confini lagunari provocando di volta in volta nuove migrazioni verso le lagune: nel 568-569 furono invase dai Longobardi il Friuli, Treviso, Vicenza e Verona; nel 601 Padova, nel 639 Altino e Oderzo. 
Nel 662 il duca friulano Lupo interrompe il collegamento con l'Istria (ancora bizantina) impadronendosi del passaggio fra Grado e terraferma. 
Liutprando estende il dominio longobardo fino a Comacchio, separando a sud la provincia dalle terre dell'Esarcato di Ravenna.
L'isolamento delle lagune costringeva gli abitanti all'alternativa dello spostamento verso il mare, unica via aperta. I terreni ricchi di salso e inadatti  alla coltivazione ed una pesca di sussistenza dovettero spingere gli abitanti a scegliere il commercio.
L'architettura navale dovette in un primo tempo essere importata direttamente dalle province romane, anche se ben presto il particolare ambiente dovette imporre quelle forme e quelle tecniche di voga sopravvissute fino ad oggi.
L'assenza allora di un accentuato moto ondoso, i ridotti fondali, velme, barene, ecc. imposero il fondo piatto, senza chiglia, di facile manutenzione che in caso di emergenza permette di mettere agevolmente in secco la barca sui litorali sabbiosi.
La necessità di poter vedere bene dove ci fosse fondale sufficiente a navigare, costrinse a vogare in piedi in avanti.
Da questi primi moduli costruttivi e dal probabile incontro con le tecniche abruzzesi e dalmate dovette prendere invece forma la marineria veneziana maggiore.

## Tecniche
Le forme e gli elementi principali delle imbarcazioni veneziane sono determinate dalla particolare conformazione dell'ambiente e dalle esigenze di voga.
Vediamo quali sono e come si attuano queste tecniche.

### Alla valesana
Tecnica di voga in piedi in avanti con due remi incrociati. Utilizzata negli ampi spazi lagunari per coprire più velocemente lunghe distanze. 
Si tratta della tecnica più antica ma anche piuttosto impegnativa. Generalmente è utilizzata da un solo vogatore per condurre l'imbarcazione, anche se è comunque possibile utilizzare questa tecnica con più vogatori.
Il rematore, in posizione di pope sistemerà due forcole: una forcola da pope nel consueto nogaro da pope a dritta, l'altra forcola da prova nel nogaro di sinistra, leggermente più a proravia rispetto a quello di dritta.
L'impugnatura dei remi avviene in prossimità dell'ultimo terzo dell'impugnatura.
Il vogatore remerà spingendo contemporaneamente sui due remi tenuti incrociati e mai a contatto fra loro.

### Con un remo
Alla nascita di questa vogata ha contribuito notevolmente l'urbanizzazione della laguna stessa, nei ristretti canali cittadini risulta spesso difficile vogare alla valesana, e per facilitare questa vogata si rese necessario il fianco dell'imbarcazione asimmetrico che con l'evoluzione nei secoli portò a caratterizzare la gondola e altre imbarcazioni veneziane e l'utilizzo di uno scalmo aperto, da cui deriva l'odierna forcola, che potesse permettere di muovere con libertà il remo affinché non si impigliasse nei fondali o sui bordi dei canali, frenando la navigazione, o per poterlo sfilare all'incrocio con altri natanti. 
In posizione di pope, il rematore alterna una remata di spinta (prèmer) - ossia spingere con forza il remo e direzionare la prua verso sinistra - con il ritorno del remo con la pala immersa e adeguatamente inclinata in avanti direzionando la prua verso dritta (stalìr o stagàr).

## Regate
Da quando le imbarcazioni tradizionali sono state soppiantate dall'avvento dei motori (anni '50 -'60), la voga alla veneta si presenta principalmente nelle sue regate tradizionali, composte da 9 barche colorate e numerate in modo fisso: bianco, canarin (giallo), celeste, verde, rosso, arancione, marrone, rosa, viola, più la riserva che è di colore rosso-verde. Si alternano regate sociali e comunali, alle quali partecipano regatanti di tutte le età in più di 100 regate l'anno, in diverse imbarcazioni quali : sàndoli, pupparini, mascaréte, caorline, gondole, gondolini. Esistono le categorie uomini (20+), donne, giovanissimi (maschi 13-19) e quelle dei cadetti (schìe, maciarèle). Generalmente le regate sono composte da 9 barche e le prime 4 vengono premiate rispettivamente con: 1° bandiera rossa, 2° bianca, 3° verde, 4° blu; se la regata coinvolge molte barche, all'ultimo viene consegnata l'infausta bandiera nera. La regata principale è la Regata Storica di Venezia, che si tiene la prima domenica di settembre e nella quale si battono i campioni di questa disciplina, nel tragitto nel Canal Grande.